# Bonthi, Aurad
Bonthi là một làng thuộc tehsil Aurad, huyện Bidar, bang Karnataka, Ấn Độ.